# Краснопартизанский (Ремонтненский район)
Краснопартизанский — посёлок в Ремонтненском районе Ростовской области.
Административный центр Краснопартизанского сельского поселения.

## География
Посёлок расположен на юго-западе Ремонтненского района на левом берегу степной реки Чикалда в 70 километрах от села Ремонтное. Местность, где расположен посёлок, равнинная, с небольшими грядами возвышенностей. Почва солонцеватая, вода горько-солёная.
Согласно классификации климатов Кёппена климат влажный континентальный с жарким летом. Среднегодовая температура — 9,8 °C, количество осадков — 380 мм.

### Улицы
- ул. Ленина,
- ул. Садовая,
- ул. Степная,
- ул. Центральная,
- ул. Южная.

## История
В начале XX века пастбища в этом месте поделили между собой скотопромышленники эти пастбища, поставили времянки — зимники, где можно было укрыть скот от буранов и метелей. Здесь вели своё хозяйство помещики — экономщики, то есть те, которые имели обширные экономии по производству лошадей: Сергеев, Калтыканов, Сельдинов, Трудников, Могушов. У них работали по найму из окрестных сёл батраки — бедняки: пастухами, объездчиками.
Посёлок основан на живописном берегу речки Чикалды в 1925 году, когда 60 семей бывших партизан переселись на приглянувшиеся им земли из Кормового. Первоначально посёлок намечался километров на 20 севернее, на территории, именуемой «Лысая гора». Очевидно, это связано с питьевой водой, так как на Лысой Горе находятся родники питьевой воды, а вода из Чикалды для питья непригодна. На момент 2018 года, река Чикалда почти высохла, на территории поселка Краснопартизанского воды в ней вообще нет.
Поселенцы объединились в товарищество по совместной обработке земли (ТОЗ). Советская власть выделила каждой семье по 10 овцематок, на 3 семьи — молотилку, плуг, дали ссуду на приобретение быков и лошадей. Через год страна получила от этого товарищества первые пуды шерсти.Из воспоминаний Дейникина Иосифа Трофимовича.
В 1929 году ТОЗ был преобразован в коммуну «Красный партизан». Но в том же 1929 году коммунаров переселили на Кубань, а с Кубани сюда переселили казаков. Через время те, кто не умер от малярии, свирепствовавшей в эти годы на Кубани, нелегально вернулись домой и стали работать в совхозе «Ремонтненский», который был организован осенью 1929 года. В 1930 году было разрешено официально вернуться, но некоторые уже обжились и не стали возвращаться.
В 1930 году был образован совхоз «Красный партизан» (№ 15) путём выделения из совхоза «Ремонтненский». Люди жили в саманных хатах, крытых камышом, с мазанными глиной и конским навозом полами. Пили дождевую воду, которую хранили в бассейнах, вырытых в земле и оштукатуренных цементным раствором.
В 1930 году были построены школы из самана и турлучная, магазин, бараки для людей по 10 семей в одном, одна комната на семью. Горючее и лес возили на быках со станции „Дивное”. Основной материал для строительства — глина, солома.Из воспоминаний Яровой Полины Ильиничны.
В каждой школе обязательно была огромная русская печь, не только учились, но и грелись. Ведь не у каждого была теплая одежда и обувь. Были и одни валенки на двоих, а то и на троих.Из воспоминаний Кадыгрыбовой Валентины Ивановны
В 1935 году в селе открылся сельский клуб, а в 1936 году — изба-читальня, где были несколько журналов и газет; а немного книг появилось только перед войной, как вспоминала первый заведующий избой-читальней Кузнецова Елизавета Васильевна. Совхоз «Красный партизан» имел центральную усадьбу и семь ферм: № 1 (нынешняя ферма № 1), № 2 (село «Заповедное»), № 3 (20 км от центральной усадьбы в сторону «Краснопартизанского моря»), № 4 (территория, именуемая «Собачий хвост»), № 5 (бывший хутор «Прохладный», около 7—8 км от центральной усадьбы в сторону «моря»), № 6 (рядом с центральной усадьбой), № 7 (ныне территория гаража и мастерской, существовала до войны и немного после).
В совхозе выращивали крупный рогатый скот мясного направления, затем перешли на мясо-молочное. Требовалось больше людей, больше распаханной земли. Совхоз имел свой маслозавод для переработки молочной продукции и перерабатывающий пункт по выработке сыра и казеина. Совхоз стал передовым хозяйством по району. К концу 30-х годов появились дома с деревянными полами, открылась больница (на месте теперешнего дома Савченко М. С.), где больных принимала фельдшер. Функционировал магазин (месторасположение — огород домостроения Шаршнёвой Л. И.). К 40-м годам поселок разросся, стал многолюдным. Фермы представляли собой целые села. В каждом была школа. На 5-й ферме огромный маслозавод. На центральной усадьбе мельница и маслобойня, дробилка (на месте теперешнего домостроения Литовченко Я. Н. и Шматько И. И.). За поселком на берегу Чекалды находилась пекарня.
На годы Великой Отечественной войны на фронт ушло более 200 краснопартизанцев, бо́льшая половина из них не вернулась домой.

## Население
| 2010 |
| ---- |
| 937  |